# 梅多維斯塔 (加利福尼亞州)
梅多維斯塔（英語：Meadow Vista）是位於美國加利福尼亞州普萊瑟縣的一個人口普查指定地區。

## 地理
梅多維斯塔的座標為39°00′14″N 121°01′45″W / 39.00389°N 121.02917°W，而該地最高點為海拔高度522米（即1713英尺）。

## 人口
根據2010年美國人口普查的數據，梅多維斯塔的面積為14.080平方千米，當中陸地面積為13.678平方千米，而水域面積為0.402平方千米。當地共有人口3217人，而人口密度為每平方千米228人。